# Théorème de Brillouin
Le théorème de Brillouin est un théorème formulé dans le cadre de la théorie quantique de la matière par le physicien français Léon Brillouin en 1934.

Il stipule que si ψ0 et ψ1 sont deux déterminants de Slater construits à partir de fonctions d'onde spatiales orthogonales satisfaisant aux équations de Hartree-Fock et qu'ils ne diffèrent que par une seule orbitale spatiale, alors {\displaystyle \langle \psi _{1}|{\hat {H}}_{e}|\psi _{0}\rangle =0}, et les solutions ψ sont stationnaires par rapport à toute variation dψ : {\displaystyle d\psi =\sum _{r}^{vacc}|...\phi _{r}...|}.

## Démonstration
La démonstration de ce théorème est la suivante. Soit une base d'un espace vectoriel. Un calcul auto-cohérent (SCF) est alors mené, produisant la meilleure fonction d'onde à déterminant simple que l'on peut obtenir dans cet espace. Soit ψ0 cette fonction d'onde. ψ1 diffère de ψ0 par une orbitale atomique seulement, ce qui signifie que leurs déterminants diffèrent seulement par une ligne. Or, une des propriétés générales des déterminants est que, si deux d'entre eux sont différents par une ligne ou une colonne, toute combinaison linéaire des deux peut être exprimée comme un seul déterminant. Donc, toute combinaison c1ψ1 + c0ψ0 peut se traduire par un seul déterminant. Cependant, comme ψ1 est décrite dans la base initiale (donc n'utilise pas d'autres fonctions que celles présentes dans cette base), c1ψ1 + c0ψ0 est un déterminant unique dans l'espace vectoriel initial. Cependant, comme le déterminant de ψ0 correspond à la fonction d'onde de plus basse énergie, aucune combinaison linéaire c1ψ1 + c0ψ0, quelle qu'elle puisse être, ne permet d'obtenir mieux.
- (en) Cet article est partiellement ou en totalité issu de l’article de Wikipédia en anglais intitulé « Brillouin's theorem » (voir la liste des auteurs).